# الیسون کورتین
الیسون کورتین (انگلیسی: Allison Curtin؛ زادهٔ ۳۱ مارس ۱۹۸۰) بازیکن بسکتبال اهل ایالات متحده آمریکا است.